# リサ・ボンダー
リサ・ボンダー（Lisa Bonder、1965年10月16日 - ）は、アメリカ合衆国の女子テニス選手。選手としてのピークは短かったが、その美貌から日本ではアイドル的な人気を博した。

## 来歴
1965年10月16日、空軍出身の工学者セス・ボンダーの長女（第二子）としてオハイオ州コロンバスで生まれる。その後、ミシガン州サリーンに移住。
1982年6月21日にプロ転向し、ツアー通算4度優勝。1991年までWTAツアーに参戦した。
1988年1月にテニス選手のトム・クライスと結婚し、1989年2月に長男テイラーを出産。（当時の本名はLisa Bonder-Kreiss）
1999年、48歳年上の資産家カーク・カーコリアンと再婚し、28日後に離婚。長女キラを出産するも、カーコリアンとの養育費闘争中にDNA鑑定で実業家スティーブ・ビングが実父だと判明し、スキャンダルとなる。（この時期以降の本名は、Lisa Bonder-Kerkorian）

## 優勝大会
- 1982 Casino Cup（7月 ハンブルク）、準優勝レナータ・トマノワ
- 1982 Borden Classic（10月 東京）、準優勝シェリー・ソロモン（英語版）
- 1983 Queen's Grand Prix（英語版）（9月 東京）、準優勝アンドレア・イエガー
- 1983 Borden Classic（英語版）（10月 東京）、準優勝ローラ・アラーヤ（英語版）

## CM
- スポルタススプレー（小林製薬）